# Patentic
Patentic är en ort i Mexiko.   Den ligger i kommunen Larráinzar och delstaten Chiapas, i den sydöstra delen av landet, 700 km öster om huvudstaden Mexico City. Patentic ligger 2 016 meter över havet och antalet invånare är 416.
Terrängen runt Patentic är kuperad åt sydväst, men åt nordost är den bergig. Runt Patentic är det ganska tätbefolkat, med 166 invånare per kvadratkilometer. Närmaste större samhälle är Bochil, 15,3 km nordväst om Patentic. I omgivningarna runt Patentic växer i huvudsak städsegrön lövskog.